# Текстуальная омонимия
Текстовая (нарративная) омонимия — сюжетное и формально-поэтическое сходство текстов при значительных отличиях их внутреннего семиотического устройства. Относится к теории нарратива. Термин ввёл Томас Венцлова.

### Описание явления
Лексическая система языка включает в себя слова, которые имеют одинаковое звучание, но означают они совершенно разное. Их называют лексическими омонимами, а звуковые и грамматические совпадения разных языковых единиц, которые семантически не имеют абсолютного совпадения, называются омонимией. Разумеется, в случае литературного текста не представляется возможным говорить о точных совпадениях, так как вариативность смыслов целого художественного произведения может быть чрезвычайно высока.

### Примеры
Предельный случай этого явления представляет известный рассказ Борхеса «Пьер Менар, автор „Дон Кихота“». Образ вымышленного писателя по имени Пьер Менар, потратившего большую часть жизни на то, чтобы воспроизвести ряд глав романа Сервантеса «Дон Кихот», превратился в популярную метафору автора, творчество которого относится к постмодернизму. Помимо написания своих остальных трудов, жанр которых трудно определить (монографии по логике и эзотерике, стихи, руководства по шахматам и прочее), Пьер Менар поставил перед собой задачу воспроизвести текст Сервантеса таким образом, чтобы передать его через мироощущение XX века. Получилось ли при формально одинаковых планах выражения добиться нового содержания — вопрос, на который наталкивает рассказ Борхеса. Пример гротескный и утрированный, но далеко не единственный. Литература знает и другие реальные подобные ситуации, когда одно произведение заимствует сюжет или другой структурообразующий принцип у другого писателя.
Явления подобного рода можно наблюдать в рамках жанра антиутопия, когда писательские приёмы настолько схожи, что аналогии напрашиваются сами собой, и их можно проследить на разных уровнях от формально-поэтического до содержательного и выявить как омонимичные (наподобие словарных и синтаксических) системы. Такой случай текстовой омонимии описал современный литературный критик Томас Венцлова в статье «К вопросу о текстовой омонимии», где он рассматривает повесть «Холстомер» (Лев Толстой) и четвёртую часть романа «Путешествия Гулливера» (Джонатан Свифт) с точки зрения принципа текстовой омонимии.

### Книги и статьи
- Булаховский Л. А. Введение в языкознание, ч. 2 — М., 1956. — С. 46.
- Венцлова Т. Собеседники на пиру: Литературоведческие работы / Томас Венцлова. — М.: Новое литературное обозрение, 2012. — 624 с.
- Малаховский Л. В. Теория лексической и грамматической омонимии / Отв. ред. Р. Г. Пиотровский. — Л.: Наука, 1990. — 239 с.
- Способы разграничения омонимии и полисемии в русском языке. Учебно-методическое пособие / Сост. Буров А. А., Сахно О. С. — Пятигорск: Пятигорский государственный лингвистический университет, 2009. — С. 6—7.